# Esmeralda Santiago
Esmeralda "Negi" Santiago (San Juan (Puerto Rico), 17 de mayo de 1948) es una renombrada escritora puertorriqueña.
En 1961 se mudó al Brooklyn (Estados Unidos) cuando tenía 13 años, siendo la mayor de una familia de once hijos. Esmeralda  Santiago asistió a la Escuela de Arte Dramático de Nueva York, donde se especializó en drama y danza. Después de ocho años de estudios a tiempo parcial en colegios comunitarios se trasladó a la Universidad de Harvard donde estudió a tiempo completo.

## Publicaciones destacadas
- When I Was Puerto Rican (1993)
- Almost a Woman (octubre de 1999)
- Casi una mujer (1999)
- America's Dream (mayo de 1997)
- Cuando era puertorriqueña (octubre de 1994)
- Las Mamis por Esmeralda Santiago (Editor), et al (abril del 2000)
- El sueño de América (mayo de 1997)
- Las Christmas: Favorite Latino Authors Share Their Holiday Memories by Esmeralda Santiago (Contribución), et al (octubre der 1999)
- Las Christmas: escritores latinos recuerdan las tradiciones navideñas by Esmeralda Santiago (Editora), Joie Davidow (Editora)
- My Turkish Lover, autobiografía, (2004)
- Las Madres (2023)